# 陆昊
陆昊（1967年6月21日—），男，汉族，祖籍上海，生于陕西西安，中华人民共和国政治人物。北京大学经济管理系毕业，研究生学历，经济学硕士学位，高级经济师。1985年5月加入中国共产党，1989年8月参加工作。他是中共第十八届、十九届、二十届中央委员。曾任共青团中央书记处第一书记、黑龙江省人民政府省长、自然资源部部长，现任国务院发展研究中心党组书记、主任。

## 生平

### 早年经历

#### 学习经历
1967年6月21日，陆昊出生在一个普通知识分子家庭，父亲陆鸿生是西安建筑科技大学机电学院的退休教授。1985年6月，18岁的陆昊毕业于西安市第八十五中学，并且在这所学校加入了中国共产党，是当时西安市第一批中学生党员（另有第八十三中学的张越），甚至比父亲还要早一年入党。
1985年9月，陆昊在高考中获得优异的成绩，被保送到北京大学经济管理系学习，成为国民经济管理专业的学生。在大学学习期间，他积极参与校内活动，曾经任经济管理系党支部书记、学生会主席，北京大学共青团委常委等职务。在1987年，王红英（时任北大团委副书记）成功竞选出任北京大学第16届学生会主席，是文化大革命结束后，该校第一位通过直接选举产生的学生会主席。

#### 国企工作
1989年8月大学毕业后，受六四运动的政治影响，陆昊被分配到“北京清河制呢厂”工作，历任北京制呢厂职工、厂属金时代呢绒时装厂副厂长、厂长助理，1994年2月任北京制呢厂副厂长。同时，他并没有放弃学业，1991年9月至1994年7月在北京大学攻读经济学硕士学位，师从著名经济学家厉以宁，成为李克强、李源潮等人的“师弟”。
1995年，28岁的陆昊接任“北京清河制呢厂”厂长，是当时北京市最年轻的国有企业一把手。在其带领下，经过几年的努力，使得这个曾经长期亏损的国有企业不仅扭亏增盈，并且还超额完成了市政府减员增效的盈利目标。为此，陆昊被评为“1998年度北京市十大杰出青年”，并且受到时任国务院总理朱镕基的接见。1998年12月，陆昊升任北京市纺织控股（集团）有限责任公司党委常委、董事、副总经理。

### 进入政界

#### 北京市与团中央
1999年8月，32岁的陆昊转任北京市中关村科技园区管委会党组副书记、管委会副主任，进入政府部门工作，同年11月晋升为中关村科技园区管委会主任。期间曾经于2002年3月，在中国长江三峡总公司挂职锻炼担任总经理助理。
2003年1月，挂职经历结束后，35岁半的陆昊在北京市第十二届人大一次会议上，当选为北京市人民政府副市长，成为中国最年轻的副部级官员。兼任北京市委工业工委书记、市经委主任等职务，负责北京市工业、安全生产、国有资产监督管理和信息化方面的工作。期间陆昊参与了北京非典疫情的相关决策工作。
2008年5月4日，41岁的陆昊被宣布接替胡春华，任中国共青团中央书记处第一书记，成为中国最年轻的正部级官员。2012年11月14日，在中共十八大上，陆昊当选中央委员会委员，成为中国共产党最年轻的中央委员。

#### 黑龙江
2013年3月20日，陆昊离开北京，任中共黑龙江省委副书记。3月25日，黑龙江省第十二届人民代表大会常务委员会接受省委书记王宪魁辞去黑龙江省省长职务的请求，任命陆昊为黑龙江省副省长、代理省长。2013年4月27日，被黑龙江省第十二届人大常委会第三次会议补选为第十二届全国人民代表大会代表。2013年6月5日，在黑龙江省第十二届人民代表大会第二次会议上，陆昊当选黑龙江省人民政府省长。
2017年4月1日，张庆伟任中共黑龙江省委书记。5月3日，陆昊连任中共黑龙江省委副书记，同年10月24日在中共十九大上当选中国共产党第十九届中央委员。2018年1月29日，陆昊在黑龙江省第十三届人民代表大会第一次会议上再次当选黑龙江省人民政府省长。2018年2月24日，当选为第十三届全国人大代表。

#### 自然资源部
在黑龙江工作五年之后，2018年3月19日，51岁的陆昊在十三届人大一次会议上，获得总理李克强提名，担任新组建的自然资源部部长。3月26日，黑龙江省第十三届人大常委会第二次会议决定，接受陆昊辞去黑龙江省人民政府省长职务的请求，任命王文涛为黑龙江省副省长、代理省长。2018年11月，陆昊兼任國家自然資源總督察。

#### 国务院发展研究中心
2022年6月，转任国务院发展研究中心党组书记。由于国务院发展研究中心是一个负责政策研究和咨询的直属事业单位，无法跟国务院组成的行政部门相提并论，因此外界观察人士认为此次职务变动暗示其仕途前景黯淡。同年7月8日，任国务院发展研究中心主任，不再担任国家自然资源总督察职务。2022年10月，陆昊在中共二十大上连任新一届中共中央委员。

## 爭議事件
2016年3月6日，第十二届全国人大四次会议黑龙江代表团开放日上，时任黑龙江省长的陆昊在谈到东北地区最大的煤炭企业龙煤集团改革时公开表示说：“龙煤井下职工8万人，到现在为止，没有少发一个月工资，没有减一分收入。”陆昊“不欠工人一分钱”的话音刚落，3月9日起龙煤集团旗下双鸭山矿业集团八大矿区，雙鴨山数以万计的工人及家属走上街头游行，称他们的工资已被拖欠半年以上，还有人举着“我们要活着我们要吃饭”、“共产党还我们钱”、“陆昊睁眼说瞎话”等标语。
3月12日21时许，黑龙江省政府连夜在官方网站发消息称，陆昊当天下午在北京主持召开龙煤集团脱困发展工作专题会议时强调，龙煤集团要及时报告拖欠工资真实情况，在不拖欠井下矿工工资的情况下，尽力解决地面职工工资拖欠问题。3月13日，陆昊接受媒体采访承认，“井下职工确实有欠薪，这个情况，我说错了，不管什么层级报告错了，不管任何原因，错了就要改。改完了，就要解决问题。”